# Micrathena schreibersi
Micrathena schreibersi là một loài nhện trong họ Araneidae.
Loài này thuộc chi Micrathena. Micrathena schreibersi được Josef Anton Maximilian Perty miêu tả năm 1833.

## Hình ảnh

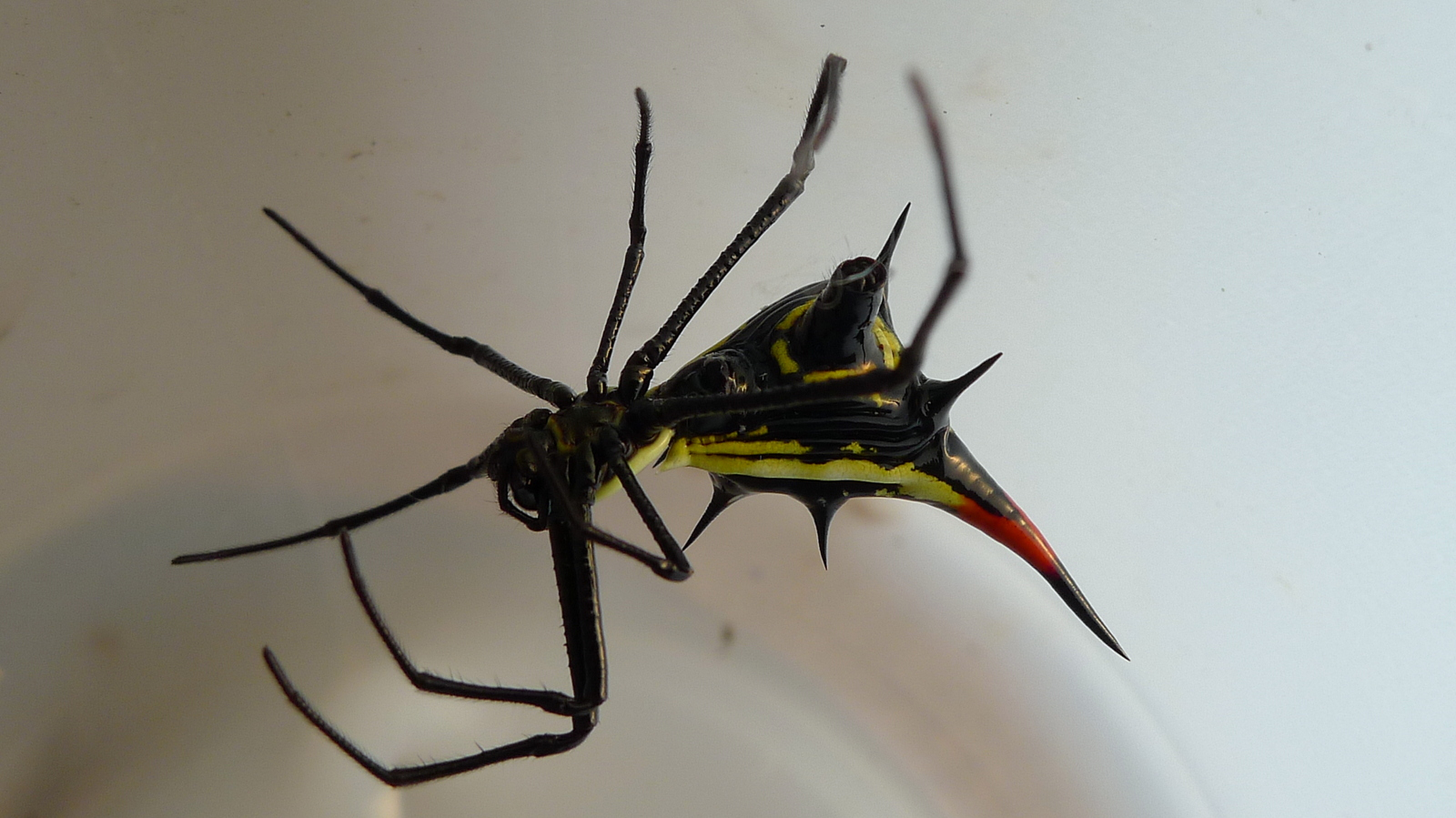
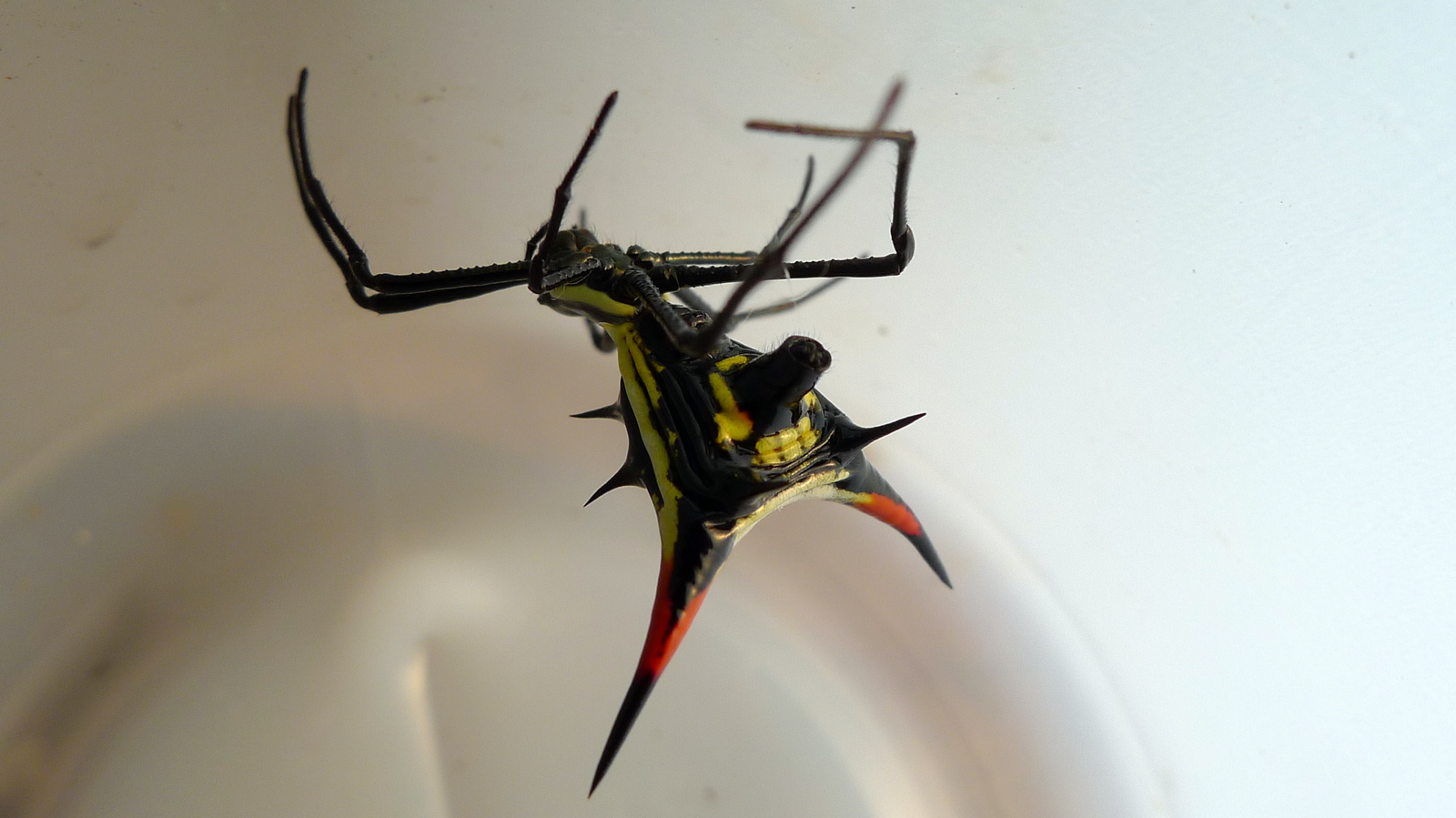
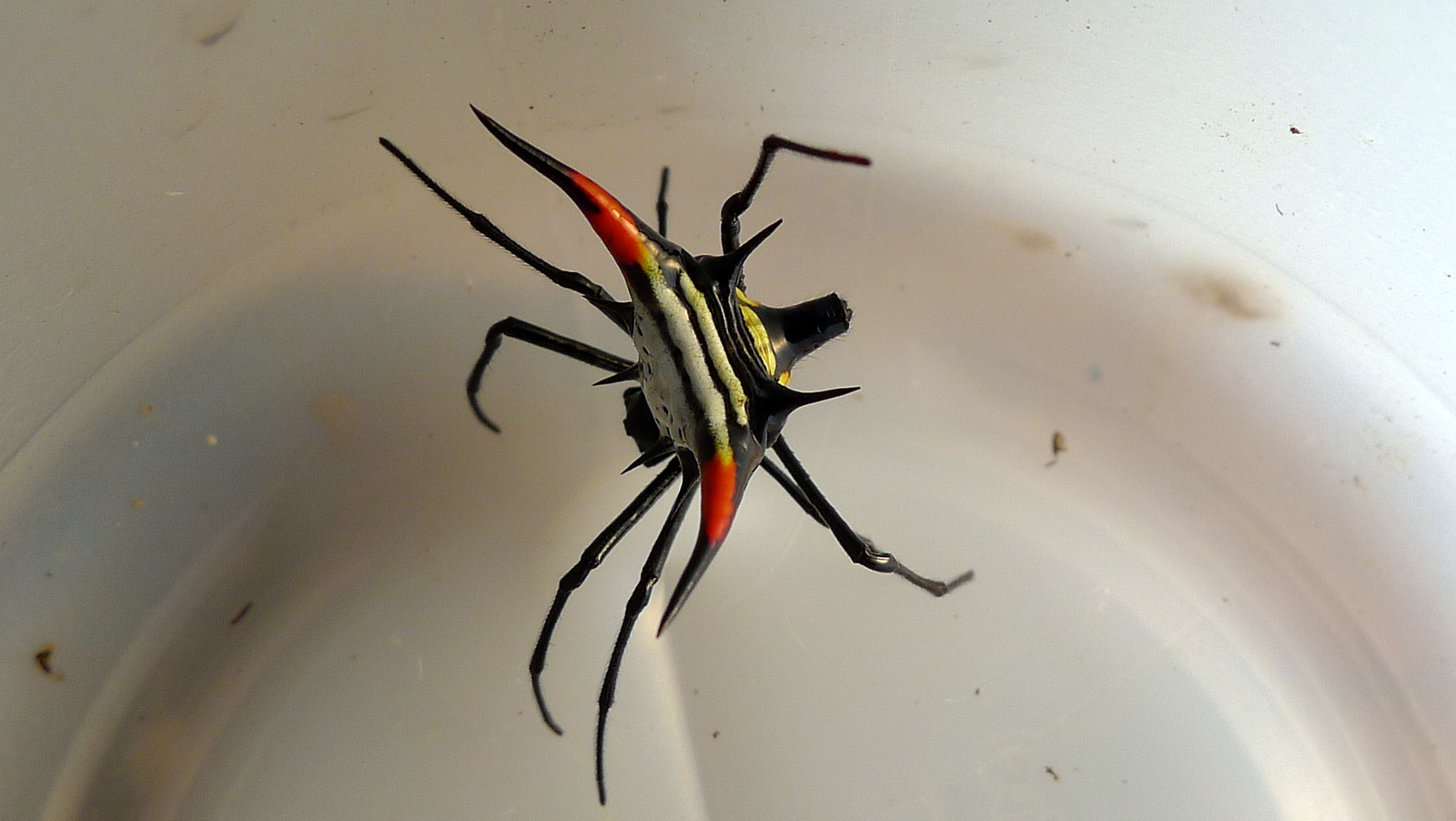
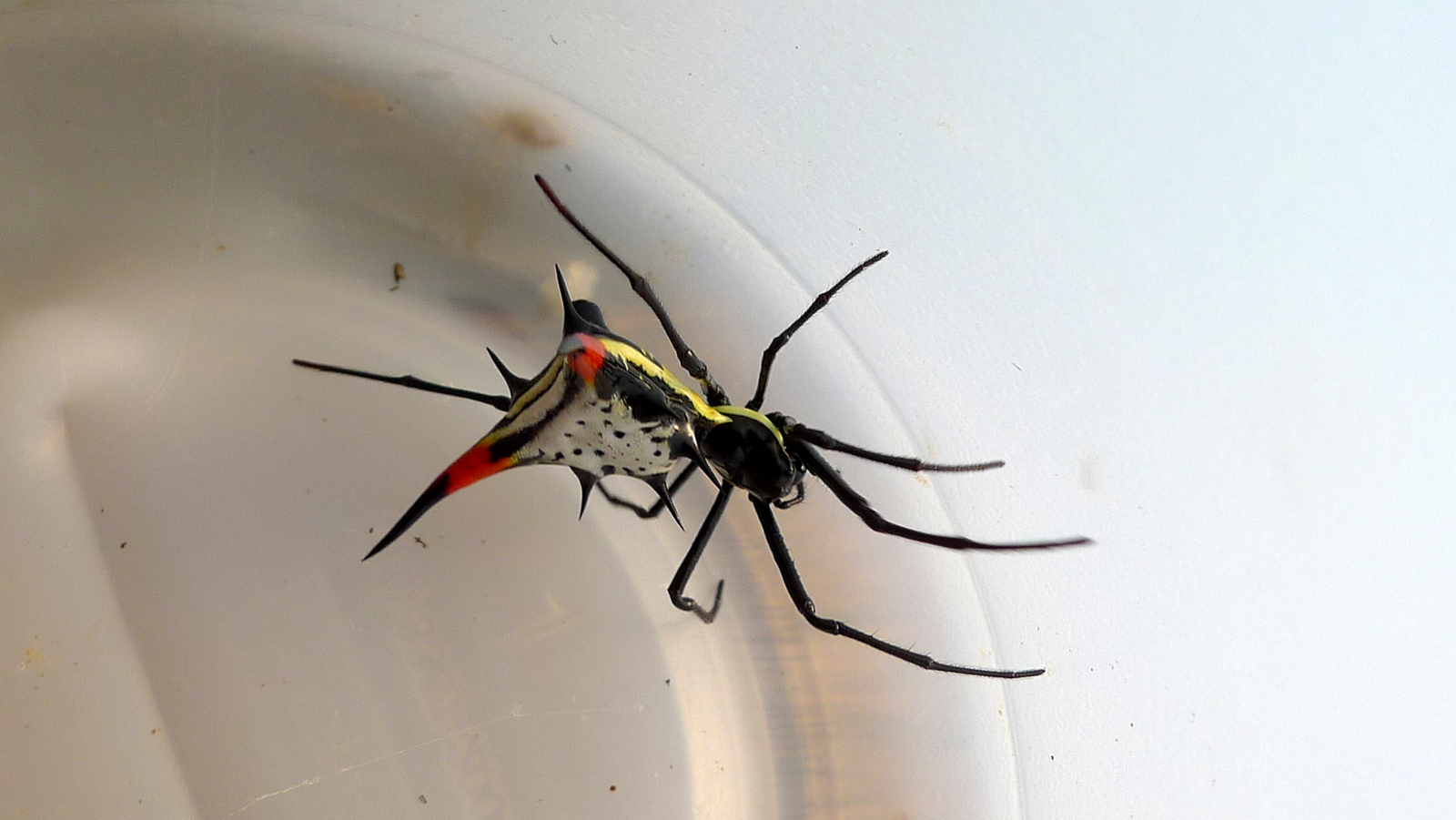